# Vasiliki Thanou (Synchronschwimmerin)
Vasiliki Thanou (griechisch Βασιλική Θάνου, * 17. November 2008) ist eine griechische Synchronschwimmerin, die an den Schwimmweltmeisterschaften 2025 teilnahm.

## Leben und Karriere
Bereits als Schülerin wurde Vasiliki Thanou Mitglied des griechischen Synchronschwimm-Ensembles, das 2024 bei den Schwimmeuropameisterschaften antrat und mit 270,1980 Punkten die Goldmedaille des freien Programms und darüber hinaus auch die Silbermedaille des technischen Programms und der Akrobatik-Routine gewann. Vorher hatte sie bei den europäischen Jugendschwimmmeisterschaften mit ihrer Duettpartnerin Sofia Rigakou die Silbermedaille in der freien Kür gewonnen.
Im Frühjahr 2025 bildete Vasiliki Thanou erstmals ein Duett mit der zehn Jahre älteren Sofia Malkogeorgou. Die beiden gaben ihr Duett-Debüt beim Soma Bay World Cup und wurden dort Sechste. Im Juni 2025 nahm das Duett an den Europameisterschaften im Synchronschwimmen teil und erreichte mit 208,4413 Punkten den siebten Platz in der freien Kür. Vasiliki Thanou war auch Teil der griechischen Synchron-Mannschaft, die in der technischen Kür 255,5651 Punkte erhielt und damit den fünften Platz einnehmen konnte. Außerdem kam sie mit der Mannschaft im artistischen Wettbewerb auf Platz sechs.
Bei den Schwimmweltmeisterschaften 2025 trat Vasiliki Thanou abermals mit Sofia Malkogeorgou im Duett-Wettbewerb an und erlangte mit 257,2792 Punkten in der freien Kür den sechsten Platz und damit das beste Ergebnis der griechischen Synchronschwimmerinnen bei diesem Sportereignis.
Im August 2025 wurde sie griechische Meisterin im Solo-Wettbewerb und erhielt sowohl in der technischen als auch in der freien Kür Gold.
Seit Oktober 2024 wird sie in der Nationalmannschaft von Meng Chen trainiert.
Vasiliki Thanou geht auf das Athener Lycée Franco-Hellénique Eugène Delacroix (Stand 2024).